# Ministère de l'Élevage
Le ministère de l'Élevage du Niger est le ministère nigérien en charge de l'élevage sur le territoire du Niger.

## Description

### Siège
Le ministère de l'Élevage au Niger a son siège à Niamey.

### Attributions
Ce département ministériel du gouvernement nigérien est chargé de définir et de mettre en œuvre la politique du Niger en matière d'élevage.

### Ministres
Le ministre de l'Élevage du Niger est Tidjani Idrissa Abdoulkadri. Il est par ailleurs porte-parole du gouvernement.